# Каширин, Борис Михайлович
Борис Михайлович Каши́рин (27 апреля 1920, с. Великий Бобрик, УССР — 4 июля 1992, Омск, Россия) — советский театральный актёр. Народный артист РСФСР (1971). Лауреат Государственной премии РСФСР имени К. С. Станиславского (1973).

## Биография
Родился 27 апреля 1920 года в селе Великий Бобрик Сумского уезда (сейчас Сумская область). После школы учился в Ленинградском автотехническом училище. Участвовал в Великой Отечественной войне в 1941—1945 годах, служил шофёром на Карельском и Забайкальском фронтах.
Член ВКП(б) с 1945 года.
В 1950 году окончил Киевский институт театрального искусства имени И. Карпенко-Карого (курс К. П. Хохлова). В 1950—1952 годах играл в Киевском русском драматическом театре имени Леси Украинки.
С 1952 года работал в Калининском драматическом театре, где встретился с режиссёром Сергеем Владычанским. Когда в 1957 году Владычанского пригласили главным режиссёром в Омский областной драматический театр, переехал вместе с ним.
С 1957 года до конца жизни выступал в Омском театре драмы. Как художнику, ему были свойственны обостренное общественное ощущение себя в искусстве, энергия созидания, истинное творческое горение.
Умер 4 июля 1992 года в Омске на 73-м году жизни. Похоронен на Старо-Северном кладбище.

### Семья
Жена — актриса Елена Александровна Аросева (1923—2016), заслуженная артистка РСФСР, старшая сестра Ольги Аросевой (1925—2013). Встретились 31 декабря 1956 года, когда были артистами Омского театра. Похоронена в Москве на Головинском кладбище.
- Сын — Александр Борисович Аросев-Каширин (р. 1961), врач, художник-график.

## Награды и премии
- заслуженный артист РСФСР (23.10.1963).
- народный артист РСФСР (3.12.1971).
- Государственная премия РСФСР имени К. С. Станиславского (1973) — за исполнение роли Плетнёва в спектакле «Солдатская вдова» Н. П. Анкилова (1972)

## Работы в театре

### Киевский театр имени Леси Украинки
- «Враги» М. Горького — Синцов
- «Живой труп» Л. Н. Толстого — Петушков
- «Совесть» Ю. П. Чепурина  — Ожогин

### Калининский драмтеатр
- «На дне» М. Горького — Медведев
- «Стрекоза» М. Г. Бараташвили — Бичико
- «Чёртова мельница» И. В. Штока — Вельзевул
- «Доктор» Б. Нушича — Милорд

### Омский театр драмы
- «Фабричная девчонка» А. М. Володина — Бибичев
- «Дачники» М. Горького — Басов
- «Глубокая разведка» А. Крона — Семен Семенович, комендант
- «Варвары» М. Горького — Цыганов
- «На дне» М. Горького — Лука
- «Дети солнца» М. Горького — Протасов
- «Мещане» М. Горького — Бессеменов
- «Два упрямца» Н. Хикмета и В. Туляковой — Леонид Сергеевич
- «Лиса и виноград» Г. Фигейреду — Эзоп
- «Директор» Ю. М. Нагибина — Зворыкин
- «Конармия» по И. Э. Бабелю — Хлебников
- «Энергичные люди» В. М. Шукшина — Аристарх
- «Беседы при ясной луне» В. М. Шукшина — Глеб Капустин
- «Три сестры» А. П. Чехова — Кулыгин
- «Клоп» В. В. Маяковского — Баян
- «Дикари» С. В. Михалкова — Степан Иванович Сундуков
- «Палата» С. И. Алёшина — Прозоров
- «Солдатская вдова» Н. П. Анкилова — Плетнёв
- «Смерть Иоанна Грозного» А. К. Толстого — Иоанн Грозный
- «Человек из Ламанчи» Д. Вассермана и Д. Дэриона, музыка М. Ли — Санчо Панса
- «Село Степанчиково и его обитатели» по Ф. М. Достоевскому — Фома Опискин
- «Нашествие» Л. М. Леонова — Фаюнин
- «Варлам, сын Захария» И. Гаручавы, П. Хотяновского — Георгий Иванович, Ираклий Павлович
- «Бесприданница» А. Н. Островского — Мокий Парменович Кнуров
- «Из записок Лопатина» К. М. Симонова — Лопатин
- «Уходил старик от старухи» А. Злотникова — Порогин
- «Последний посетитель» В. Дозорцева — Андрей Андреевич Казмин
- «Женский стол в "охотничьем зале"» В. Мережко — официант
- «Царская охота» Л. Г. Зорина — Михаил Никитич Кустов
- «Сибирь» Г. Маркова — Окентий Свободный
- «Орфей спускается в ад» Т. Уильямс — Джейб Торренс
- «Тревога» Н. Анкилова — Владимир Алексеевич Лукашев
- «Третье поколение» Н. Мирошниченко — Ли
- «Добежать, отдышаться...» Е. Чебалина — Фарли Оуэлл
- «Десять нераспечатанных писем» М. Ф. Шатрова — Савельев
- «Протокол одного заседания» А. И. Гельмана — Лев Алексеевич Соломахин
- «Прощание в июне» А. В. Вампилова — Репников
- «Преступление и наказание» Ф. М. Достоевского — Порфирий Петрович
- «Четыре капли» В. с. Розова — Денисов
- «Антоний и Клеопатра» Шекспира — Домиций Энобарб
- «Так начиналась легенда» Я. Киржнера, А. Мозгунова — Ганс фон Кроне
- «Моя любовь на третьем курсе...» М. Ф. Шатрова — Сизых
- «Ясная Поляна» Д. Орлова — Отец Герасим
- «Сослуживцы» Э. А. Рязанова, Э. В. Брагинского — Анатолий Ефремович Новосельцев
- «Человек со стороны» И. Дворецкого — Крюков
- «Валентин и Валентина» М. М. Рощина — прохожий
- «С вечера до полудня» В. С. Розова — Егорьев
- «Гамлет» Шекспира — Клавдий

## Память
- В Омске на фасаде дома по улице Ленина, 40, где жил Борис Михайлович с семьёй, ему была установлена мемориальная доска. Позднее, после смерти его супруги, актрисы того же театра Елены   Аросевой, на здании 13 декабря 2018 года в день открытия Года театра в РФ[2] появилась вместо прежней другая доска — с именами и портретами обоих супругов[3].